# Шико
Шико́ (фр. Chicot), настоящее имя — Жан-Антуа́н д’Англере́ (фр. Jean-Antoine d'Anglerais; около 1540—1591) — шут при дворе французского короля Генриха III, известный как персонаж романов Александра Дюма «Графиня де Монсоро» и «Сорок пять» и его пьесы «Графиня де Монсоро».

## Биография
Родился в Аженуа приблизительно в 1540 году под именем Жан-Антуан д’Англере. Шико — прозвище, которое переводится как «пенёк, обломок зуба».
Окончил Реймсский колледж в Париже. Был солдатом под началом маркиза де Вийяра (будущего тестя герцога Майеннского, который в романах Дюма показан врагом Шико). Позже служил королям Франциску II и Карлу IX. Затем стал любимым шутом Генриха III, а позже Генриха IV.
Вначале Шико был ярым католиком, и, по сведениям Брантома, принимал вместе со своим братом Раймондом участие в убийстве Франсуа де Ла Рошфуко, одного из лидеров гугенотов, во время Варфоломеевской ночи. Правда, Брантом об этом пишет неуверенно. Со временем его религиозная ревность стала более умеренной.
Служил Генриху III с огромным усердием и преданностью во времена религиозных войн. В 1569 году получил прозвище «porte-manteau» герцога Анжуйского: он служил чем-то вроде живого хранилища для таких известий и писем, которые было опасно доверять бумаге. Участвовал в осаде Ла-Рошели в 1572—1573 годах. В 1574 году получил чин лейтенанта и назначен начальником охраны замка Лош. В марте 1584 ему было пожаловано дворянство.
После убийства Генриха III Шико сразу же признал Генриха IV новым королём и был при его дворе в большом почёте. Участвовал в сражениях при Иври и Арке.
В 1591 году Шико погиб при осаде Руана. Похоронен в норманнском городе Пон-де-л’Арш.

## Смерть Шико
Информация о смерти знаменитого шута разнится. Во время осады Руана Генрихом IV Шико захватил в плен сторонника Лиги графа Анри де Шалиньи — единокровного брата королевы Луизы де Водемон, вдовы Генриха III. При этом он не стал отнимать у пленника шпагу. По наиболее распространённой версии, когда Шико ввёл пленного графа в палатку короля, он сказал «Смотри, Генрих, что я тебе дарю». Де Шалиньи счёл себя оскорблённым и ударил Шико эфесом шпаги по голове. От полученного удара Шико умер: по одной версии сразу, по другой — через несколько дней. Другие источники сообщают, что Шико взял в плен брата вдовствующей королевы, но отпустил его без выкупа и вскоре умер от ран, полученных в бою.

## Семья
В 1575 году Шико женился на Рене Баррэ, у них было шесть сыновей.

## Характер
Шико был единственным придворным шутом своего времени, который участвовал в военной и политической жизни и который носил шпагу. Он пользовался репутацией прекрасного фехтовальщика и солдата. Его шутки всегда признавались необычайно острыми и тонкими. Удивительно, что с таким характером он дожил до 51 года.

## Вольности Шико
Шико имел вольность говорить с королём, как хотел, и тот на него никогда не гневался. Когда герцог Пармский прибыл во Францию, Шико сказал королю: «Друг мой, вижу всё, что бы ты ни делал, ни к чему не приведёт, если не станешь или не притворишься католиком». В другой раз: «Верь мне, пошли равно ко всем чертям, если то будет надобно, и папистов, и гугенотов, только бы тебе спокойно владеть королевством Французским. Ведь ваши братья, сказывают, притворяются, будто чему-то верят.»

«Не удивительно, — говорил он Генриху Четвёртому, — что столько людей бегают, как собаки за королевским титулом: оно стоит труда. Трудишься час в день и точно знаешь, что тебе есть, чем прожить целую неделю, и можно обойтись без соседской ссуды. Но ради бога, опасайся попасть в руки Католической лиги, они с тобой управятся, как с жареной колбасою, велят нарисовать над твоей виселицей французский и наваррский гербы и надпишут: „Здесь ему самое место“.»
Записки Французской истории (Цит. по мемуарам Сюлли)

## В источниках
1. Сюлли. Мемуары. T.1. — Londres, 1778.
2. Брантом. Галантные дамы. — М., 1998.

## В литературе
Беллетризированный образ Шико появляется в романах:
1. Александр Дюма (отец) «Графиня де Монсоро» (фр. La Dame de Monsoreau, 1846) (В ряде британских изданий «Графиня де Монсоро» называется «Шут Шико»).
2. Александр Дюма (отец) «Сорок пять» (фр. Les Quarante-Cinq, 1847)
3. Генрих Манн «Зрелые годы короля Генриха IV» (нем. Die Vollendung des Königs Henri Quatre, 1938)
4. Уильям Энсворт «Заговор королевы»
5. Вольфрам Флейшгауэр «Пурпурная линия» и другие.
6. Поль Махален «Конец Шико» (1898).
7. Огюст Маке «Прекрасная Габриэль или Дочь Мельника» (1854—1855).

## В кино
Во французской экранизации «Графини де Монсоро» (1971) роль Шико исполнил Мишель Кретон, в российской (1997) — Алексей Горбунов, во второй французской экранизации (2008) — Эрик Эльмоснино.